# Cerro San Andrés
Cerro San Andrés är ett berg i Mexiko.   Det ligger i kommunen Hidalgo och delstaten Michoacán de Ocampo, i den södra delen av landet, 160 km väster om huvudstaden Mexico City. Toppen på Cerro San Andrés är 3 569 meter över havet.
Terrängen runt Cerro San Andrés är huvudsakligen kuperad, men åt sydväst är den bergig. Cerro San Andrés är den högsta punkten i trakten. Runt Cerro San Andrés är det ganska tätbefolkat, med 90 invånare per kvadratkilometer. Närmaste större samhälle är Ciudad Hidalgo, 13,2 km söder om Cerro San Andrés. I omgivningarna runt Cerro San Andrés växer huvudsakligen savannskog.